# Bomolocha miranda
Bomolocha miranda är en fjärilsart som beskrevs av William Schaus 1913. Bomolocha miranda ingår i släktet Bomolocha och familjen nattflyn. Inga underarter finns listade i Catalogue of Life.